# 루이스 레게이로 우르키올라
루이스 레게이로 우르키올라(스페인어: Luis Regueiro Urquiola, 1943년 12월 22일, 멕시코 시 ~)는 멕시코의 전 축구 선수로, 현역 시절 미드필더로 활약하였다.

## 경력
그는 멕시코를 대표하여 1966 월드컵에 참가하였다. 당시 그가 활약하던 구단은 클루브 우니베르시다드 나시오날이었다.

## 사생활
루이스 레게이로로 동명인 그의 부친도 국가대표팀에서 활약한 경험이 있는 축구 선수인데, 그의 부친은 스페인 국가대표팀에서 활동하였다. 그는 스페인 내전 당시 바스크 유랑단 일원으로 해외를 일주하다가 멕시코에 정착하였다.